# Krystyna Liberska
Krystyna Liberska (ur. 4 kwietnia 1926, zm. 4 sierpnia 2010 w Łodzi) – polska malarka, grafik, rysownik.
Członek Grupy Malarzy Realistów.

## Życiorys
Studia artystyczne w PWSSP w Łodzi oraz na Wydziale Grafiki w Katowicach (filii krakowskiej ASP), gdzie w 1954 roku uzyskała dyplom. Debiutowała w „Wystawie ośmiu” – łódzkim odpowiedniku słynnej wystawy „Arsenał”. Członek ZPAP Okręgu Łódzkiego. Zmarła w 2010 roku w Łodzi. Żona Benona Liberskiego.

## Wystawy indywidualne, ważniejsze wystawy ogólnopolskie, wystawy sztuki polskiej za granicą
| Rok  | Wystawa                                                                                              | Miejsce                         |
| 1956 | Wystawa „Ośmiu” (Fijałkowski, Kowalewicz, Kunka, Liberska, Liberski, Nowosielski, Rózga, Urbanowicz) | Łódź, Ośrodek Propagandy Sztuki |
| 1956 | I Ogólnopolska Wystawa Grafiki Artystycznej i Rysunku                                                | Warszawa Zachęta                |
| 1957 | Wystawa Indywidualna Malarstwa                                                                       | Łódź                            |
| 1957 | Wystawa Malarstwa i Grafiki Okręgu Łódzkiego ZPAP                                                    | Słupsk                          |
| 1960 | I Ogólnopolskie Biennale Grafiki                                                                     | Kraków                          |
| 1961 | Wystawa Malarstwa i Grafiki Okręgu Łódzkiego ZPAP                                                    | Lublin, Opole                   |
| 1962 | Wystawa „XX-lecie PPR w Malarstwie, Grafice i Rzeźbie”                                               | Łódź                            |
| 1962 | II Okręgowy Konkurs na grafikę technik szlachetnych                                                  | Łódź, wyróżnienie               |
| 1965 | Wystawa Indywidualna Malarstwa                                                                       | Łódź, Ośrodek Propagandy Sztuki |
| 1965 | Okręgowy Konkurs „Ziemia Łódzka w Grafice”                                                           | Łódź, wyróżnienie               |
| 1965 | „20 lat PRL w Twórczości Plastycznej” – Wystawa Grafiki i Rzeźby                                     | Warszawa                        |
| 1965 | XX – lecie Zwycięstwa nad Faszyzmem, konkurs na grafikę                                              | Warszawa, wyróżnienie           |
| 1965 | Wystawa Okręgu Łódzkiego ZPAP                                                                        | Sopot, Katowice                 |
| 1966 | II Ogólnopolska Wystawa Plastyki „Przeciw Wojnie”                                                    | Lublin, wyróżnienie             |
| 1966 | II Ogólnopolski Plener Białowieski                                                                   | Białowieża, Białystok           |
| 1966 | Wystawa „Klassenbruder – Waffenbruder”                                                               | Berlin, National Galerie        |
| 1967 | Wystawa Grafiki o tematyce wojskowej                                                                 | Jugosławia                      |
| 1968 | Ludowe Wojsko Polskie w Twórczości Plastycznej                                                       | Rumunia, Bukareszt              |
| 1969 | VII Wystawa Prac Malarzy Realistów                                                                   | Warszawa                        |
| 1970 | VIII Wystawa Prac Malarzy Realistów                                                                  | Warszawa                        |
| 1970 | Wystawa Grafiki Polskiej                                                                             | Skopje, Zagrzeb                 |
| 1972 | IX Wystawa Prac Grupy Realistów                                                                      | Warszawa                        |
| 1972 | Wystawa poplenerowa I Ogólnopolskiego Pleneru Olimpijskiego – Spała 71                               | Warszawa, Łódź, Spała           |
| 1973 | „8 Salon Marcowy”                                                                                    | Zakopane                        |
| 1973 | VII Ogólnopolski Plener Ziemi Łódzkiej - Uniejów 72                                                  | Uniejów                         |
| 1973 | Wystawa poplenerowa VII Ogólnopolskiego Pleneru Ziemi Łódzkiej                                       | Łódź, Uniejów                   |
| 1974 | X Wystawa Prac Grupy Realistów                                                                       | Warszawa                        |
| 1974 | Wystawa Malarstwa, Grafiki, Rzeźby Artystów Ziemi Łódzkiej                                           | Węgry, Szeged                   |
| 1974 | Wystawa Malarstwa, Grafiki, Rzeźby Okręgu Łódzkiego ZPAP                                             | NRD, Lipsk                      |
| 1975 | Wystawa poplenerowa I Międzynarodowego Pleneru Olimpijskiego „Spała 74”                              | Łódź                            |
| 1976 | Indywidualna Wystawa Malarstwa                                                                       | Łódź                            |
| 1977 | Pejzaż łódzki                                                                                        | Łódź                            |
| 1978 | Wystawa pokonkursowa „Łódź – portret miasta”                                                         | Łódź, wyróżnienie               |
| 1978 | Malarstwo Polskie                                                                                    | Berlin                          |
| 1978 | 35 – lecie Ludowego Wojska Polskiego w twórczości plastycznej                                        | Warszawa                        |
| 1979 | Wystawa Indywidualna Malarstwa                                                                       | Łódź                            |
| 1979 | Wystawa pokonkursowa „Łódź – portret miasta”                                                         | Łódź, wyróżnienie               |
| 1981 | Wystawa pokonkursowa „Łódź – portret miasta”                                                         | Łódź                            |
| 1982 | Indywidualna Wystawa Malarstwa                                                                       | Łódź                            |